# Old ways (single van Neil Young)
Old ways is een lied dat werd geschreven door Neil Young. Hij bracht het in 1985 uit op een single met Once an angel op de B-kant. In hetzelfde jaar verscheen het ook op zijn gelijknamige elpee Old ways. De single belandde op nummer 32 van de Canadese hitlijst voor countrymuziek.
Young zou eerst met een countryalbum komen met deze naam, maar stapte daarvan af toen platenbaas David Geffen dit unbearably schmaltzy noemde. Ondanks dat Geffen de voorkeur gaf aan rock-'n-roll, is dit nummer toch een fusion tussen beide geworden met invloeden uit de blues. Er is een belangrijke rol weggelegd voor een akoestische tokkel.
Ook de tekst van het lied gaat over de boerenlevensstijl. De oude manier van doen zou lastig te veranderen zijn, even moeilijk als een dinosaurus een trucje leren. Als was het een kogel aan een ketting. In het lied doorgaat een boer een economisch moeilijke tijd, maar kan daarna op de oude manier verdergaan.